# Atelopus tamaensis
El sapito arlequín de Tama (Atelopus tamaensis) es una especie de anfibios de la familia Bufonidae.
Habita en Colombia y Venezuela.
Su hábitat natural incluye zonas de arbustos a gran altitud, praderas tropicales o subtropicales a gran altitud, ríos, y pantanos.
Está amenazada de extinción por la pérdida de su hábitat natural.